# L'Algérie vue du ciel
Pour plus de détails, voir Fiche technique et Distribution.
L'Algérie vue du ciel est un documentaire franco-algérien réalisé par Yann Arthus-Bertrand et Yazid Tizi, sorti en 16 juin 2015.
Ce documentaire est adapté du livre éponyme, écrit par Benjamin Stora et Djamel Souidi et illustré par Yann Arthus-Bertrand, paru en 2005 aux Éditions de la Martinière.

## Synopsis
Le documentaire fait l'éloge de l’Algérie dans toute sa diversité’.

## Fiche technique
Sauf indication contraire, les informations mentionnées dans cette section peuvent être confirmées par la base de données cinématographiques IMDb,  présente dans la section « Liens externes ».
- Titre original : L'Algérie vue du ciel
- Réalisation : Yann Arthus-Bertrand, Yazid Tizi
- Scénario : Michael Pitiot
- Montage : Olivier Martin
- Narration : Jalil Lespert
- Musique : Armand Amar
- Production : Yann Arthus-Bertrand
- Direction de production : Pierre Lallement
- Société de production : Hope Production
- Budget : 1 700 000 € (estimation)
- Pays d'origine :  France
- Langue originale : français
- Format d'image : couleur
- Son : Dolby Digital
- Genre : documentaire
- Dates de sortie :
  - France : 16 juin 2015
- Diffusion : France 2, Canal Algérie